# Éverton Leandro dos Santos Pinto
Éverton Leandro dos Santos Pinto, besser bekannt als Éverton Santos, (geboren am 14. Oktober 1986 in São José dos Campos) ist ein brasilianischer Fußballspieler.

## Karriere

### Beginn der Karriere (2005 bis 2007)
Éverton begann seine Karriere 2004 beim Jugendverein São José EC. Im nächsten Jahr unterschrieb er einen Vertrag beim Verein EC Santo André, bei welchem er bis 2006 unter Vertrag stand. Während der zwei Jahre absolvierte der 1,75 Meter große Stürmer keine Ligaspiele. Seine ersten Ligaspiele bestritt der damals 20-jährige São Bernardo FC, bei welchem er für eine Spielzeit einen Leihvertrag unterschrieb. Während der Spielzeit stand er für 22 Ligaspiele unter Vertrag und schoss 16 Tore. 2007 unterschrieb er seinen ersten festen Vertrag beim Verein Corinthians São Paulo, bei welchem er an 23 Ligaspiele teilnahm und einmal ins Tor traf. Im gleichen Jahr unterschrieb er wieder einen Leihvertrag beim Verein São Bernardo FC, bei welchem er 27 Ligaspiele bestritt und zwölf Tore erzielen konnte.

### Leihverträge und Paris SG (2008 bis 2011)
Im Januar 2008 wechselte er zum französischen Verein Paris Saint-Germain, bei welchem er während einer Spielzeit ein torloses Ligaspiel absolvierte. Von 2008 bis 2011 unterschrieb er insgesamt bei fünf Vereinen einen Leihvertrag. Den ersten Leihvertrag unterschrieb er beim Verein Fluminense FC, bei welchem er im ersten Jahr für zwei torlose Ligaspiele unter Vertrag stand. An elf Ligaspielen nahm er im zweiten Jahr teil, wovon er alle torlos blieben. Nach zwei Jahren beim Verein wechselte er im gleichen Jahr zum japanischen Verein Albirex Niigata, bei welchem er elf torlose Ligaspiele bestritt. 2010 unterschrieb Éverton einen Vertrag beim Verein Goiás EC, bei welchem er 31 Ligaspiele bestritt und fünf Tore schoss. Außerdem nahm er bei drei Spielen des Copa do Brasil teil, bei welchem er nie ins Tor traf. Im darauffolgenden Jahr, 2011, unterschrieb Éverton einen Leihvertrag beim Verein AA Ponte Preta, bei welchem er für 15 Ligaspiele unter Vertrag stand und acht Tore erzielte.

### Seit 2011
Im gleichen Jahr unterschrieb er einen Leihvertrag beim Verein südkoreanischen Verein Seongnam FC, bei welchem er 25 Ligaspiele absolvierte und fünf Tore schoss. Nach der ersten Spielzeit erhielt einen festen Vertrag und konnte im zweiten Jahr an 36 Ligaspielen teilnehmen und erzielte zwölf Tore. Anfang 2013 war er wieder beim Verein AA Ponte Preta unter Vertrag. Im Oktober 2013 ging er als Leihe zum zweiten Mal zu Figueirense.
Im Juli 2014 ging Santos erneut nach Südkorea. Hier war er von Juli 2014 bis Juli 2015 beim FC Seoul und im Anschluss bis Jahresende 2015 bei Ulsan Hyundai. Danach kehrte Santos in seine Heimat zurück. Bis auf zwei Zwischenstationen in Indien, tingelt er seitdem durch unterklassige Klubs seiner Heimat.

## Erfolge
Seongnam
- Korean FA Cup: 2011

Figueirense
- Staatsmeisterschaft von Santa Catarina: 2014
- Staatspokal von Santa Catarina: 2021